# Strangers in the Night
Strangers in the Night ist ein Lied, das 1966 von Frank Sinatra veröffentlicht wurde. Die Melodie komponierte Bert Kaempfert, den Text schrieben Charles Singleton und Eddie Snyder. Das Stück wurde zum Welthit und Evergreen.

## Entstehungsgeschichte

Original Soundtrack von 1966 des Films A Man Could Get Killed mit Beddy Bye

Bert Kaempfert hatte 1965 von Universal Pictures den Auftrag erhalten, für die amerikanische Agentenkomödie A Man Could Get Killed (deutscher Titel: Willkommen, Mister B.) die Filmmusik zu schreiben. Hierfür verfasste er im Herbst 1965 unter anderem ein Instrumentalstück mit dem Titel Beddy Bye, der auf die Hauptfigur des Filmes William „Beddy“ Beddoes Bezug nahm. Seine mit Unterstützung von Herbert Rehbein entstandenen Kompositionen wurden von dem Hal Fein gehörenden Musikverlag Roosevelt Music im Juni 1966 zum Copyright angemeldet. Kaempfert durfte jedoch seine Komposition aus vertraglichen Gründen zunächst nicht selbst einspielen.
Fein beauftragte die Texter Charles Singleton und Eddie Snyder, hierzu einen Text zu verfassen. Snyder war spezialisiert auf englischsprachige Texte europäischer Originale; zusammen mit seinem Co-Autor Singleton schrieb er unter dem Titel Strangers in the Night einen Text für das Instrumentalstück, dessen Arbeitstitel Beddy Bye jedoch noch in der Filmmusik-Partitur erhalten blieb. Am 8. März 1966 übernahm Joseph Gershenson die Orchesterleitung für die Studioaufnahmen zu Beddy Bye, am 25. März 1966 war Filmpremiere. Der Titel gewann im Februar 1967 den Golden Globe Award für „Best Original Song in a Motion Picture“.

## Plattenaufnahmen

Jack Jones – Strangers in the Night

Musikverleger Fein bot inzwischen das mit Text versehene Stück der Plattenindustrie an. Unter den Interessenten befand sich Musikproduzent Jimmy Bowen, der Produzent von Frank Sinatra. Aber auch Jack Jones war am Titel interessiert. Am 4. April spielte Jones drei Titel ein, darunter auch das von Marty Paich und Pete King arrangierte Strangers in the Night, das im Juni 1966 als B-Seite von The Impossible Dream erschien und nicht in die Hitparade gelangte. Seine Version gilt damit als Originalfassung, denn die Instrumentalversion von Gershenson war ausschließlich für den Kinofilm vorgesehen.
Eine Woche nach Jones stand am 11. April 1966 Frank Sinatra in Hollywood unter Produzent Jimmy Bowen mit Pianist Ernie Freeman als Arrangeur im Tonstudio 1 von Western Recorders und nahm in nur zwei Takes den Song auf. In dem großen begleitenden Orchester wirkten unter anderem einige Sessionmusiker von The Wrecking Crew wie Bill Miller (Klavier), Glen Campbell und Tommy Tedesco (Gitarre), Chuck Berghofer (Bass), Jim Horn (Flöte) und Hal Blaine (Schlagzeug) mit.
Nachdem Produzent Bowen erfahren hatte, dass die frühere Aufnahme von Jack Jones bereits auf dem normalen Postweg an die Radiostationen war, ließ er Sinatras Aufnahme noch am selben Abend mastern und in der Nacht per Eilpost und Luftfracht an die wichtigsten Radiostationen versenden, so dass Sinatras Aufnahme dort bereits am Dienstag eintraf und schon abends im Radio zu hören war. Als Veröffentlichungstermin des Liedes gilt daher der 12. April 1966, deutlich vor dem Original von Jack Jones.
Bert Kaempfert nahm seine Instrumentalversion am 8. März 1966 für die LP A Man Could Get Killed (Decca #74750; veröffentlicht im April 1966) auf und spielte sie nochmals am 4. April 1966 für die LP Strangers in the Night (Decca #74795) ein. Seine Instrumentalversion erreichte in der am 1. Mai 1966 erschienenen Single-Fassung (Decca #31945) Rang 124 der US-Pop-Hitparade.

## Millionenseller

Frank Sinatra – Strangers in the Night

Strangers in the Night stieg am 7. Mai 1966 in die Billboard-Charts ein und entwickelte sich zu Sinatras erstem Nummer-eins-Hit in den USA seit 1955 (Learnin‘ the Blues); insgesamt wurden fünf Millionen Exemplare verkauft. Auch in acht weiteren Ländern erreichte der Titel den ersten Platz, darunter in Frankreich, wo allein 600.000 Stück verkauft wurden, und in Deutschland, wo die Single für 500.000 verkaufte Einheiten Gold bekam.
Am 11. und 16. Mai 1966 nahm Sinatra mit Nelson Riddle weitere Titel für ein gleichnamiges Album auf, das Ende Mai bei Reprise herauskam. Die LP entwickelte sich ebenfalls zum Millionenseller, nachdem sie am 18. Juni 1966 in die Billboard-Alben-Charts eingestiegen war und es dort ebenfalls bis zur Nummer eins gebracht hatte.
Nach dem Golden Globe Award im Februar wurde Strangers in the Night auch bei den Grammy Awards 1967 am 2. März 1967 bedacht: Sinatra bekam für seine Interpretation die Auszeichnung für die „Beste männliche Gesangsdarbietung“ und gemeinsam mit dem Produzenten Jimmy Bowen den Preis für die „Single des Jahres“. Ernie Freeman bekam die Auszeichnung für sein Arrangement, Eddie Brackett und Lee Herschberg wurden als Toningenieure ausgezeichnet.
Am 3. Mai 1967 erhielt Strangers in the Night von BMI die Auszeichnung als der am meisten gespielte Song des Jahres 1966. Im Januar 1970 wurde der Titel von BMI zu der Liste der über eine Million Mal öffentlich aufgeführten Songs hinzugefügt, 1990 verlieh BMI den vierten Award wegen vier Millionen Airplays mit einer kumulierten Sendezeit von 22,8 Jahren.
Frank Sinatra selbst war trotz des Erfolgs seiner Aufnahme von der Qualität des Liedes nicht überzeugt und sang das Stück live zunächst nur selten, zumeist als Kurzfassung als Teil eines Medleys. Erst ab 1975, und verstärkt seit den späten 1980er Jahren, wurde das Lied fester Bestandteil seiner Konzerte, wo er es dann hunderte Male sang, oft mit ironisch-abwertendem Kommentar. Manchmal änderte er auch seinen Gesangstext entsprechend ab.
Bereits im Juni 1966 veröffentlichte Billy May, über Jahrzehnte (1957–1988) einer von Sinatras steten Begleitern als Arrangeur und Orchesterleiter, eine Instrumentalfassung auf seiner LP Billy May Today (Capitol), die mit einer gewollt parodistischen Stimmeinlage das „doo-bee-doo-bee-doo“ am Ende von Sinatras Aufnahme karikierte und damit in ähnlicher Weise auf die „Qualität“ des Songs anspielte.

## Streitigkeiten um die Urheberschaft

Ivo Robić – Stranci u noći

Der große Erfolg von Strangers in the Night führte schon bald nach Erscheinen des Titels zu einer langen Reihe verschiedener, teils gerichtlich ausgetragener Streitigkeiten zwischen Kaempfert und anderen Komponisten, die eine urheberrechtliche Teilhabe für sich beanspruchten. Die Prozesse zogen sich über ein knappes Jahrzehnt hin.
Gelegentlich wird behauptet, der kroatisch-jugoslawische Musiker Ivo Robić sei der ursprüngliche Komponist des Liedes gewesen. Dabei heißt es, er habe das Lied erfolglos zur Teilnahme an einem Wettbewerb in Split eingereicht und die Rechte anschließend an Bert Kaempfert weiterverkauft. Für diese Geschichte gibt es jedoch keine Belege.
Robić war vielmehr der Interpret der jugoslawischen  Version von Strangers in the Night, die als Stranci u noći im Frühsommer 1966 von der jugoslawischen Plattenfirma Jugoton mit der Seriennummer EPY-3779 veröffentlicht wurde. Auf dem Label der Platte sind „B. Kaempfert“ und „M. Renota“ als Autoren angegeben, wobei Marija Renota die Verfasserin des kroatischen Textes ist. Stranci u noći ist eine wörtliche Übersetzung des von Singleton und Snyder geschaffenen Titels Strangers in the Night.
Als Sinatras Aufnahme 1966 zum Welterfolg wurde, fühlte sich Kaempferts enger Wegbegleiter Herbert Rehbein, der zusammen mit Kaempfert am Filmsoundtrack für A Man Could Get Killed gearbeitet hatte, benachteiligt. Den Konflikt legten die beiden Freunde jedoch intern bei, ohne dass Rehbein als Co-Komponist offiziell eingetragen wurde.
1967 reklamierte der französische Komponist Michel Philippe-Gérard, dass die Melodie von Strangers in the Night aus seinem bereits 1953 über den New Yorker Musikverlag Chappell Music veröffentlichten Tango Magique (englischer Titel: The Magic Tango) zitiere, der seinerzeit unter anderem von Tino Rossi und Eddie Fisher, 1954 zusammen mit Hugo Winterhalter, interpretiert wurde. Letzter erreichte damit im Juli 1954 Platz 22 in der US-Hitparade.
Weitere ähnlich gelagerte Klagen kamen hinzu. Dies führte dazu, dass Kaempfert freiwillig zustimmte – um seinem deutschen Musikverleger Hans Gerig Probleme zu ersparen, wie er anführte – dass Verwertungsgesellschaften wie die deutsche GEMA und die französische SECAM die laufenden europäischen Tantiemen für die Komposition einstweilen auf einem Treuhandkonto einfroren.
Im April 1971 stellte ein Gericht in Paris fest, dass „viele Lieder auf ähnlichen konstanten Faktoren basieren“, und wies die Plagiatsvorwürfe zurück. Im Februar 1972 wurden daraufhin die bis dahin aufgelaufenen Einnahmen in Höhe von vier Millionen Mark nebst Zinsen an Kaempfert freigegeben. Weitere Prozesse liefen in den USA noch bis Mitte der 1970er Jahre, wurden jedoch schließlich alle zugunsten Kaempferts entschieden.

## Coverversionen
Von Strangers in the Night existieren zahlreiche Coverversionen; bereits innerhalb von zwölf Monaten nach der Veröffentlichung von Sinatras Aufnahme waren es mehr als 200, darunter Vikki Carr (Juni 1966), Connie Francis (Juli 1966) und Andy Williams (1967). Der Titel erhielt einen BMI-Award.
Im August 1966 brachte Peter Beil unter dem Titel Fremde in der Nacht (mit deutschem Text von Kurt Feltz) eine deutsche Version auf den Markt, die bis auf Rang 24 der deutschen Hitparade vordrang. Die GEMA kürte Fremde in der Nacht zum Schlager des Jahres 1967.
Harald Juhnke, Verehrer von Frank Sinatra, brachte im Juli 1998 die Parodie Straßen von Berlin mit Text von Bert Kaempferts Tochter Marion Kaempfert heraus (auf seiner LP Harald Juhnke singt Sinatra). Paul Kuhn präsentierte im Oktober 2003 eine völlig vom Original abweichende Fassung, arrangiert für ein Trio, auf dem Album Remember When – Paul Kuhn Meets Bert Kaempfert.
2011 wurde eine Version von Rea Garvey für den Film Rubbeldiekatz verwendet.

## Trivia
Jimi Hendrix ließ die Melodie 1967 im Lied Wild Thing anklingen. Eric Clapton verwendete sie 1990 am Anfang des ersten Gitarrensolos von Sunshine of Your Love.